# Tiếng Cayuga
Tiếng Cayuga (Gayogo̱hó꞉nǫˀ) là ngôn ngữ Bắc Iroquois cực kỳ đe dọa thuộc nhóm Five Nations sử dụng bởi 240 người Cayuga tại khu bảo tồn Six Nations, Ontario và ít hơn 10 người tại khu bảo tồn Cattaraugus, New York.
Theo điều tra dân số Canada năm 2021, chỉ có 115 người trong dân số thổ dân coi ngôn ngữ này là tiếng mẹ đẻ của mình. Người Cayuga đang làm việc để hồi sinh ngôn ngữ của họ. Theo một ví dụ như vậy, viện bách khoa Six Nations đã phát triển các ứng dụng cho iOS và các chương trình học bằng tiếng Cayuga, Onelda, Mohawk và các ngôn ngữ khác.